# Macrocranion
 (avril 2024).
Aculeodens, Dormaalius
Genre
Synonymes
- †Aculeodens Weitzel, 1949
- †Dormaalius Quinet, 1964

Macrocranion est un genre fossile de mammifères de l'Éocène de l'Europe et de l'Amérique du Nord, de la famille fossile des Amphilemuridae.

## Classification
Le genre Macrocranion est décrit en 1949 par le paléontologue Weitzel.

### Synonymes
Selon Paleobiology Database en 2024, le genre Macrocranion a deux synonymes :
- †Aculeodens Weitzel, 1949
- †Dormaalius Quinet, 1964[1]

### Fossiles
Selon Paleobiology Database en 2024, le genre Macrocranion a cinquante-et-une collections de fossiles référencées.
Ces fossiles sont Yprésien de l'Éocène inférieur au Bartonien de l'Éocène moyen, soit datés donc de 55,8 à 37 Ma avant notre ère.

### Répartition
Ces animaux fossiles sont trouvés en Belgique (trois exemplaires), en France (six), au Royaume-Uni (deux), aux États-Unis (quarante, au Colorado, Nouveau-Mexique, et Wyoming),. Des fossiles exceptionnellement bien conservés ont été découverts dans la fosse de Messel en Allemagne.

## Espèces
Selon Paleobiology Database en 2024, le genre Macrocranion a sept espèces référencées :
- †Macrocranion germonpreae Smith, 1997
- †Macrocranion junnei Smith et al., 2002
- †Macrocranion nitens (Matthew, 1918)
- †Macrocranion robinsoni (Krishtalka et Setoguchi, 1977)
- †Macrocranion tenerum Tobien, 1962
- †Macrocranion tupaiodon Weitzel, 1949
- †Macrocranion vandebroeki (Quinet, 1964)[1]

## Description

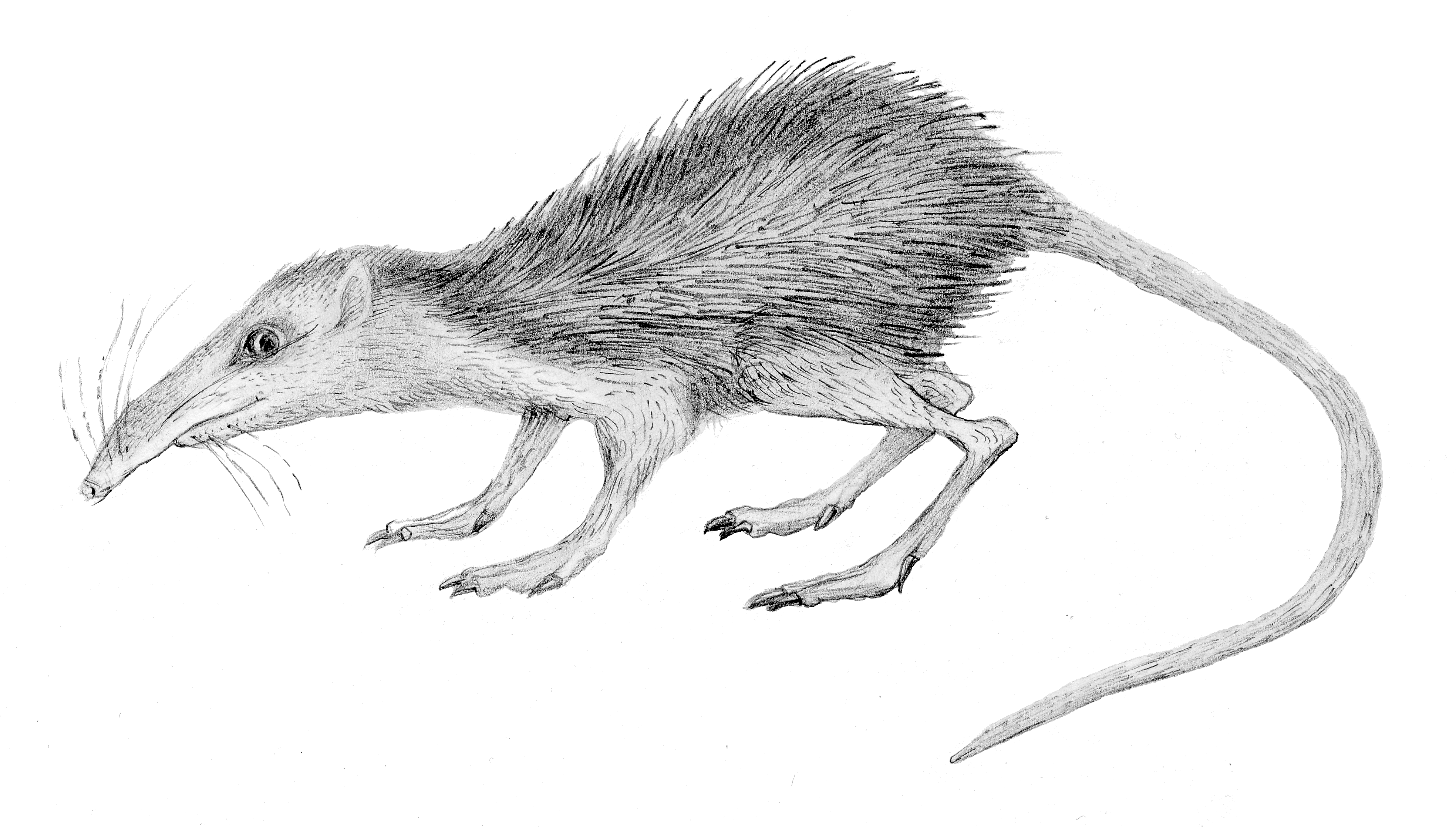
Restitution paléoartistique de Macrocranion tenerum

Les espèces de Macrocranion sont souvent décrites comme des petits prédateurs de la litière forestière, de la taille d'écureuils mais avec des membres plus longs. Le genre Macrocranion est représenté sur le site de Messel par deux espèces, M. tupaidon et M. tenerum.

### Restitution deMMacrocranion tenerum
M. tupaiodon avait une fourrure laineuse sans pointes. Bien qu'il soit peut-être omnivore, les restes fossiles indiquent que le spécimen avait mangé du poisson peu avant sa mort. Ce petit animal mesurait environ 15 cm de long, avec de longues pattes arrière capables d'une vitesse considérable ou de sauter.
Le fossile de M. tenerum mesure 5 cm de long. L'espèce avait également de longues pattes, mais sa fourrure comprenait une protection hérissée. Le contenu stomacal fossilisé comprend des fourmis : il pourrait donc s'agir d'un insectivore.
Les espèces les plus anciennes sont M. vandebroeki de la transition Paléocène-Éocène de l'Europe du Nord et M. junnei du Wasatchien (début de l'Éocène) du Wyoming.